# Летлхакане
Летлхакане (англ. Letlhakane), также известен как Летлехане — сельский населённый пункт в Ботсване, на территории Центрального округа.

## Географическое положение
Населённый пункт находится в центральной части округа, в пустынной местности Калахари, на расстоянии приблизительно 350 километров к северу от столицы страны Габороне. Абсолютная высота — 997 метров над уровнем моря.

## Климат
| Показатель                    | Янв. | Фев. | Март | Апр. | Май  | Июнь | Июль | Авг. | Сен. | Окт. | Нояб. | Дек. | Год   |
| ----------------------------- | ---- | ---- | ---- | ---- | ---- | ---- | ---- | ---- | ---- | ---- | ----- | ---- | ----- |
| Средний суточный максимум, °C | 30,9 | 30,3 | 29,7 | 28,2 | 26,1 | 23,3 | 23,4 | 26,1 | 30,1 | 32,6 | 31,8  | 31,0 | 28,6  |
| Средняя температура, °C       | 24,6 | 24,0 | 23,0 | 20,8 | 17,1 | 14,3 | 14,1 | 16,9 | 21,1 | 24,6 | 24,9  | 24,6 | 20,8  |
| Средний суточный минимум, °C  | 18,3 | 17,7 | 16,4 | 13,3 | 8,2  | 5,2  | 4,9  | 7,6  | 12,2 | 16,6 | 18,0  | 18,1 | 13,0  |
| Норма осадков, мм             | 84,4 | 69,6 | 51,6 | 21,3 | 4,4  | 1,6  | 0,1  | 0,3  | 5,3  | 22,2 | 46,0  | 65,8 | 378,6 |
| Источник: ,                   |      |      |      |      |      |      |      |      |      |      |       |      |       |

## Население
По данным официальной переписи 2011 года численность населения составляла 20 841 человека.
Динамика численности населения Летлхакане по годам:
| 1981  | 1991  | 2001   | 2011   | 2013   |
| ----- | ----- | ------ | ------ | ------ |
| 5 169 | 8 583 | 14 962 | 20 841 | 22 210 |

## Экономика и транспорт
В окрестностях Летлхакане расположено три алмазных рудника.

Ближайший аэропорт расположен в городе Орапа.